# SHD (기업)
SHD(Shin Hwa Dynamics Co. Ltd.)는 대한민국의 기업이다. 본사는 경기도 안산시 단원구 번영2로 31 (성곡동, 시화공단4다706)에 위치해 있으며 대표이사는 신정국이다. 2021년 신화실업에서 신화다이나믹스(SHD)으로 사명을 변경하였다.

## 경영
2023년 매출액은 15.14% 감소한 1063억원, 영업이익이 전년 대비 95.26% 감소한 7억이다.

## 참고문헌
1. ↑  김경택, SHD, 지난해 영업이익 7억…전년比 95.26%↓, 뉴시스, 2024.01.29